# Nomada salicicola
Nomada salicicola là một loài Hymenoptera trong họ Apidae. Loài này được Swenk mô tả khoa học năm 1913.